# Lucio Fabio Cilón
Lucio Fabio Cilón fue un senador y cónsul romano que vivió entre los siglos II y III de nuestra era. Ocupó una serie de nombramientos durante los reinados de Marco Aurelio, Cómodo y Septimio Severo. Fue dos veces cónsul: primero en el año 193 como sufecto y la segunda vez como cónsul ordinario en el 204 con Marco Annio Flavio Libón.

## Primeros años
Fabio Cilón procedía de Hispania. El autor Paul M. M. Leunissen dejó escrito que era posible que fuera originario de la provincia de la Bética, mientras que Anthony Birley sugiere que su ciudad natal era Iluro (actual Mataró). Debido a que el último miembro conocido de la familia republicana y patricia de la gens Fabia fue Paulo Fabio Pérsico, muerto durante el reinado de Claudio, es probable que Cilón sea descendiente de uno de los clientes o libertos de esa casa. Ronald Syme señala que había unos 300 Fabios conocidos en las provincias hispanas, así como cincuenta en la Gallia Narbonensis.
Su cursus honorum se conoce por dos inscripciones en bases de estatuas encontradas en Roma y otra procedente de Gurgu Mahale (Turquía). El primer cargo que ocupó fue en el decemviri stlitibus judicandis dentro del vigintivirato, lo que constituía el paso preliminar para una carrera senatorial regular. Luego, fue enviado como tribuno laticlavio a la Legio XI Claudia, estacionada en Durostorum (actual Silistra, Bulgaria) en Moesia Inferior, en la ribera sur del Danubio. Una vez que completó su servicio, Cilón regresó a Roma, donde fue nombrado cuestor asignado al procónsul de la provincia senatorial de Creta y Cirenaica, y una vez completada esta magistratura fue inscrito en el Senado. Retornado a Roma, fue tribuno de la plebe y después de lo cual sirvió como legado del procónsul de la Gallia Narbonensis.
Nuevamente en Roma, fue designado pretor urbano y al terminar el año de esta magistratura, fue enviado como legatus legionis o comandante de la Legio XVI Flavia Firma, que estaba estacionada en Samosata en la provincia de Siria; Leunissen fecha su servicio entre 180 y 184. Alrededor del año 185, se convirtió en procónsul de la provincia romana de la Galia Narbonensis. De vuelta en Roma, fue nombrado prefecto del aerarium militaris. Su permanencia en este puesto civil se estima que fue desde 187 hasta 189. Cómodo nombró después a Cilón legatus o gobernador de Galacia desde alrededor de 189 hasta que regresó a Roma hacia finales de 192 para servir como cónsul sufecto en algún momento del año siguiente.

## Carrera con Severo
Con el asesinato de Cómodo (31 de diciembre de 192), Cilón adquirió importancia como partidario de Septimio Severo. Anthony Birley enumera una serie de oportunidades sobre cuando Cilón y Severo podrían haberse conocido. El escritor e historiador fecha la primera llegada de Severo a Roma en 164, y cree que Cilón llegó a la ciudad poco después. Casi al mismo tiempo que Cilón estaba al mando de su legión en Siria, Severo era legatus legionis de la Legio IV Scythica, también estacionado en Siria. Otra vez que los dos estuvieron muy cerca fue cuando Cilón gobernó la Narbonense, Severo era legatus o gobernador de la provincia adyacente de Galia Lugdunense. Independientemente de la fecha en que comenzara su amistad, se puede suponer que eran amigos cuando Cómodo fue asesinado.
Con la muerte de Cómodo es que Cilón entra en la historia escrita, porque la Historia Augusta menciona que Livio Larense había entregado el cadáver del emperador a Cilón. Birley sugiere que la razón por la que Cilón recibió el cuerpo del emperador asesinado fue porque en ese momento era miembro del colegio sacerdotal de los sodalis Hadrianalis, miembro del colegio sacerdotal encargado de honrar la memoria del difunto emperador Adriano, y lo había colocado en el Mausoleo de Adriano, donde había una inscripción funeraria para Cómodo. Salvo por ese acto, Cilón no se vio involucrado en los hechos posteriores hasta que Septimio Severo subió al trono. Birley vuelve a sugerir que se le dio a Cilón la responsabilidad de proteger a los hijos de Severo, que estaban en Roma durante esos meses, evitando que fueran utilizados como rehenes contra el nuevo emperador. Pero después de la marcha de Severo sobre Roma, el nuevo emperador asignó a Cilón un título que se exhibía con orgullo en las bases de las estatuas encontradas en Roma: comes Imperatoris o compañero del emperador.
A Cilón se le dio el mando de una vexillatio, dirigiéndose a Tracia. Al año siguiente, luchó contra el rival de Severo, Pescenio Níger, cerca de Perinto, y sus tropas sufrieron numerosas bajas. Un ejército extraído de las legiones guarnecidas a lo largo del Danubio al mando de Tiberio Claudio Cándido llegó para relevar a Cilón, y en el otoño de 194 cruzó el mar de Mármara, flanqueando a Níger. Cándido derrotó al ejército de Níger cerca de Nicea. Tras esta victoria, Cilón fue nombrado gobernador de Bitinia y Ponto, asegurando la retaguardia de las fuerzas de Severo. Una vez que Níger fue derrotado, y se pudo dirigir todos los esfuerzos a combatir al otro rival imperial, Clodio Albino, Severo reasignó a Cilón primero para gobernar la provincia de Mesia Superior, y luego la de Panonia Superior, entre los años 197 a 201 o 202.
Desde Panonia, Cilón volvió a Roma para ocupar el cargo de prefecto urbano; Leunissen fecha su mandato desde alrededor de 202 a algún período entre la muerte de Severo (4 de febrero de 211) y Geta (26 de diciembre de 211). Mientras estaba en ese cargo, salvó la vida del procurador y, más tarde, del emperador Macrino cuando su patrón Cayo Fulvio Plauciano cayó en desgracia. También fue cónsul por segunda vez mientras era prefecto urbano, esta vez como ordinario en el año 204.

## Vida bajo el mandato de Caracalla
Cilón sirvió también bajo el mandato de Caracalla, el hijo mayor de Severo. Cuando el emperador decidió matar a su propio hermano y cogobernante Geta, tanto Cilón como el prefecto del pretorio, Papiniano, que habían aconsejado la armonía entre los dos hermanos, fueron capturados por las cohortes urbanae, y tan sólo después de que los soldados le arrancaran a Cilón la túnica de senador y le quitaran las botas, Caracalla los detuvo. Según Dion Casio:

Él [Caracalla] también deseaba quitarle la vida a Cilón, su tutor y benefactor, que había servido como prefecto de la ciudad bajo su padre, y a quien él mismo había llamado muchas veces "padre". Los soldados que fueron enviados a Cilón primero saquearon su plato de plata, su túnica, su dinero y todo lo demás, y luego lo llevaron por la Vía Sacra con el propósito de llevarlo al palacio [...] sólo tenía pantuflas bajas en los pies, ya que había tenido la suerte de estar en el baño cuando lo arrestaron, y vestía una túnica corta. Los soldados le arrancaron la ropa del cuerpo y desfiguraron su rostro, de modo que tanto la población como las tropas de la ciudad comenzaron a protestar; en consecuencia, Antonino [Caracalla], asombrado y temeroso de ellos, se encontró con el grupo, y protegiendo a Cilón con su capa de caballería (vestía traje militar) y gritó: "¡No insultes a mi padre! ¡No golpees a mi tutor!". En cuanto al tribuno militar que había sido llamado a matarlo y al destacamento de soldados enviados con él, fueron ejecutados, aparentemente porque habían planeado la destrucción de Cilón, pero en realidad era porque no lo habían matado. Antonino [Caracalla] fingió amar a Cilón hasta tal punto que declaró: "Los que han conspirado contra él, han conspirado contra mí".
Dión Casio. Historia romana, LXXVIII 4-5